# Hippomachus rossi
Hippomachus rossi là một loài ruồi trong họ Asilidae. Hippomachus rossi được Londt miêu tả năm 1985. Loài này phân bố ở vùng nhiệt đới châu Phi.